# Ivoy-le-Pré
Ivoy-le-Pré – miejscowość i gmina we Francji, w Regionie Centralnym, w departamencie Cher.
Według danych na rok 1990 gminę zamieszkiwało 807 osób, a gęstość zaludnienia wynosiła 8 osób/km² (wśród 1842 gmin Regionu Centralnego Ivoy-le-Pré plasuje się na 486. miejscu pod względem liczby ludności, natomiast pod względem powierzchni na miejscu 5.).